# Aberdyfi Castle
Aberdyfi Castle var en borg nær Glandyfi, Ceredigion, in Wales. Det eneste der er bevaret i dag er motten, som kaldes Domen Las ("blå høj" på walisisk).
Borgen blev grundlagt af Rhys ap Gruffydd i 1146, kort efter han var blevet hersker i Deheubarth. I 1216 holdt Llywelyn den Store en forsmaling på Aberdyfi Castle, hvor udstykningen af South Wales til mindre herskere i Deheubarth blev fordelt for at få deres troskab.